# Liste der meistverkauften Countrysingles in den USA (1955)
Dies ist die Liste der meistverkauften Country-and-Western-Singles in den USA im Jahre 1955. Die Liste wurde vom Billboard gemäß den „C&W Charts according to retail sales“ ermittelt. Die Daten wurden durch weitergehende Informationen aus anderen Quellen ergänzt.
| Rang | Interpret                                 | Titel & Komponisten                                                            | Label & Katalognummer |
| ---- | ----------------------------------------- | ------------------------------------------------------------------------------ | --------------------- |
| 1    | Webb Pierce                               | „In The Jailhouse Now“ () – B-Seite: „I’m Gonna Fall Out of Love with You“     | Decca 29391           |
| 2    | Kitty Wells                               | „Makin Believe“ () – B-Seite: „Whose Shoulder Will You Cry On?“                | Decca 29419           |
| 3    | Webb Pierce                               | „I Don’t Care“ () – B-Seite: „Your Good For Nothing“                           | Decca 29480           |
| 4    | Carl Smith                                | „Loose Talk“ ( ) – B-Seite: „More Than Anything Else“                          | Columbia 21317        |
| 5    | Porter Wagoner                            | „Satisfied Mind“ ( ) – B-Seite: „Itchin’ For My Baby“                          | Victor 20-6105        |
| 6    | Eddy Arnold & Hugo Winterhalter Orchester | „Cattle Call“ – B-Seite: „Kentuckian Song“                                     | Victor 20-6139        |
| 7    | Faron Young                               | „Live Fast, Love Hard And Die Young“ () – B-Seite: „Forgive Me, Dear“          | Capitol 3056          |
| 8    | Faron Young                               | „If You Ain’t Lovin’“ ( ) – B-Seite: „If That’s The Fashion“                   | Capitol 2953          |
| 9    | Hank Snow                                 | „Yellow Roses“ () – B-Seite: „Would You Mind?“                                 | Victor 20-6057        |
| 10   | Eddy Arnold                               | „I’ve Been Thinking“ ( ) – B-Seite: „Don’t Forget“                             | Victor 20-6000        |
| 11   | Webb Pierce                               | „More And More“ ( ) – B-Seite: „You’re Not Mine Anymore“                       | Decca 29252           |
| 12   | Webb Pierce                               | „Love, Love, Love“ ( ) – B-Seite: „If You Were Mine“                           | Decca 29662           |
| 13   | Red and Betty Foley                       | „Satisfied Mind“ ( ) – B-Seite: „How About Me“                                 | Decca 29526           |
| 14   | Tennessee Ernie Ford                      | „Ballad Of Davy Crockett“ ( ) – B-Seite: „Farewell“                            | Capitol 3058          |
| 15   | Eddy Arnold                               | „Just Call Me Lonesome“ () – B-Seite: „That Do Make It Nice“                   | Victor 20-6198        |
| 16   | Carl Smith                                | „There She Goes“ ( ) – B-Seite: „Old Lonesome Times“                           | Columbia 21382        |
| 17   | Ginny Wright & Tom Tall                   | „Are You Mine?“ ( ) – B-Seite: „I’ve got somebody new“                         | Fabor                 |
| 18   | Jean Shepard                              | „Satisfied Mind“ ( ) – B-Seite: „You Can Take Possession“                      | Capitol 3118          |
| 19   | Hank Snow                                 | „Let Me Go, Lover“ ( ) – B-Seite: „I’ve Forgotten You“                         | Victor 20-5960        |
| 20   | Faron Young                               | „All Right“ ( ) – B-Seite: „Go Back, You Fool“                                 | Capitol 3169          |
| 21   | Tennessee Ernie Ford                      | „Sixteen Tons“ ( ) – B-Seite: „You Don’t Have To Be A Baby To Cry“             | Capitol 3362          |
| 22   | Carl Smith                                | „Kisses Don’t Lie“ ( ) – B-Seite: „No, I Don’t Believe I Will“                 | Columbia 21340        |
| 23   | Red Foley                                 | „Hearts Of Stone“ ( ) – B-Seite: „Never“                                       | Decca 29375           |
| 24   | Stuart Hamblen                            | „This Old House“ (Stuart Hamblen) – B-Seite: „When My Lord Picks Up The Phone“ | Victor 20-5739        |
| 25   | Eddy Arnold                               | „Kentuckian Song“ ( ) – A-Seite: „Cattle Call“                                 | Victor 20-6139        |